# Клей (округ, Алабама)
Шаблон:StateAbbr_ 33°16′20″ пн. ш. 85°51′40″ зх. д. / 33.272222222222° пн. ш. 85.861111111111° зх. д.
 Клей (англ. Clay County) — округ (графство) у штаті Алабама. Ідентифікатор округу 01027. Окружний центр — Ешленд .

## Історія
Округ утворений 1866 року.

## Демографія
За даними перепису 2000 року
загальне населення округу становило 14254 осіб, усе сільське.
Серед мешканців чоловіків було 6952, а жінок — 7302. В окрузі було 5765 домогосподарств, 4098 родин, які мешкали в 6612 будинках.
Середній розмір родини становив 2,93.
Віковий розподіл населення поданий у таблиці:
| Стать    | До 15 років | 15-21 | 22-29 | 30-39 | 40-49 | 50-65 | 65-85 | Понад 85 |
| -------- | ----------- | ----- | ----- | ----- | ----- | ----- | ----- | -------- |
| Чоловіки | 1425        | 709   | 684   | 992   | 983   | 1201  | 849   | 109      |
| Жінки    | 1352        | 596   | 676   | 971   | 998   | 1308  | 1159  | 242      |

На 1 квітня 2010 року населення округу становило 13 932 особи. Населення за 10 років зменшилося на 2 %.

## Суміжні округи
- Клеберн – північ
- Рендолф – схід
- Таллапуса – південь
- Куса – південний захід
- Талладіга – захід